# On a Night Like This Tour
On A Night Like This Tour – szósta trasa koncertowa australijskiej piosenkarki Kylie Minogue z 2001 r., obejmująca Europę i Australię. Trasa obejmowała
46 koncertów: po 23 w Europie i Australii. Promowała siódmy studyjny album artystki Light Years. W Australii supportem dla Kylie była australijska piosenkarka Chakradiva.

## Program koncertów
1. „Loveboat”
2. „Kookachoo”
3. „Hand on Your Heart”
4. „Put Yourself in my Place”
5. Składanka:
  1. „Step Back in Time”
  2. „Never Too Late”
  3. „Wouldn't Change a Thing”
  4. „Turn it Into Love”
  5. „Celebration”
6. „Can't Get Out You Out of My Head”
7. „Your Disco Need You”
8. „I Should Be So Lucky”
9. „Better the Devil You Know”
10. „So Now Goodbye”
11. ”Physical”
12. „Butterfly”
13. „Confide in Me”
14. „Kids”
15. „Shocked”

Bisy:
1. „Light Years”
2. „What Do I Have to Do”
3. „Spinning Around”

## Lista koncertów

### Europa
- 3, 4, i 5 marca - Glasgow, Szkocja – Clyde Auditorium
- 7, 8, 9 i 10 marca - Manchester, Anglia – Manchester Apollo
- 12 i 13 marca - Brighton, Anglia – Brighton Centre
- 14 marca – Cardiff, Walia – Cardiff International Arena
- 15 marca – Bournemouth, Anglia – Windsor Hall
- 17, 18, 19 i 20 marca – Londyn, Anglia – Hammersmith Apollo
- 23 marca – Kopenhaga, Dania – Vega Musikkens Huns
- 25 marca – Berlin, Niemcy – Columbiahalle
- 26 marca – Hamburg, Niemcy - Große Freiheit 36
- 27 marca – Kolonia, Niemcy – E-Werk
- 28 marca – Paryż, Francja – Bataclan
- 30, 31 marca i 1 kwietnia – Londyn, Anglia – Hammersmith Apollo

### Australia
- 14 kwietnia – Brisbane, Brisbane Entertainment Centre
- 16, 17, 18 i 19 kwietnia – Sydney, Sydney Entertainment Centre
- 21 kwietnia - Hobart, Derwent Entertainment Centre
- 23 i 24 kwietnia – Melbourne, Rod Laver Arena
- 25 i 26 kwietnia – Adelaide, Adelaide Entertainment Centre
- 28 i 30 kwietnia - Perth, Perth Entertainment Centre
- 3, 5, 6 i 7 maja - Melbourne, Rod Laver Arena
- 9, 10, 11, 12, 13, 14 i 15 maja – Sydney, Sydney Entertainment Centre

## Personel

### Zespół Kylie Minogue
- Gitara – James Hayto
- Gitara basowa – Chris Brown
- Keyboardy – Steve Turner
- Perkusja – Andrew Small
- Instrumenty perkusyjne – James Mack
- Chórki: Lurine Cato i Sherina White
- Tancerze: Milena Mancini, Federina Catalano, Veronica Peparini, Tony Bongiorno, Paolo Sabatini, Ginaluca Frezzato, Christian Scionte i Germana Bonaparte

### Personel techniczny Kylie Minogue
- Menadżer trasy: Terry Blarney
- Reżyseria choreografii: Luca Tommasini
- Asystent choreografa: Germana Bonaparte
- Menadżer produkcji: Steve Martin
- Reżyser muzyki: Andrew Small
- Produkcja muzyki: Steve Anderson
- Koordynator trasy: Tanya Slater
- Asystent koordynatora: Leanne Woolrich
- Garderoba: Julien Macdonald i Pamela Blundell
- Stylizacja: William Blaker
- Obuwie: Manolo Blahnik